# Pardus
Pardus GNU/Linux är en Linuxdistribution. Det används av vissa myndigheter i Turkiet och av hemanvändare i många länder.
Det finns även en version Pardus Corporate 2 med det äldre KDE 3 skrivbordet.
Pardus GNU/Linux används för e-post, surfa på internet, redigera foton, se på film och lyssna på musik. Användarna behöver inte installera codecs i efterhand för att kunna se krypterade DVD filmer och liknande som i många andra Linux distributioner. Nytt för version 2011 är att den även finns i en 64-bitarsversion. Från version 2013 bygger distributionen på Debian.

## Historik
Pardus har funnits sedan februari 2005, till en början bara på turkiska. Nu finns det förutom på turkiska även på engelska, tyska, franska, italienska, holländska, spanska, portugisiska, ryska, ungerska och svenska.